# Yohan Benalouane
Yohan Benalouane (arabisch يوهان بن علوان, DMG Yūhān b. ʿAlwān; * 28. März 1987 in Bagnols-sur-Cèze) ist ein französisch-tunesischer Fußballspieler. Der Innenverteidiger nahm mit der tunesischen Nationalmannschaft an der Fußball-Weltmeisterschaft 2018 in Russland teil.

## Karriere

### Verein
Benalouane begann seine Profikarriere 2005 bei AS Saint-Étienne. In den ersten Monaten wurde er überwiegend in der U23-Mannschaft eingesetzt. 2007 rückte er in die erste Mannschaft auf.
2010 wechselte er zu AC Cesena in die Serie A. Nach zwei Jahren verpflichtete ihn 2012 Parma Calcio. Anfang 2014 wurde er an Atalanta Bergamo verliehen, wo er zur folgenden Saison fest verpflichtet wurde.
Am 3. August 2015 unterzeichnete Benalouane einen Vierjahresvertrag beim Premier-League-Klub Leicester City. Er war zusammen mit N’Golo Kanté die erste Neuverpflichtung des neuen Trainers Claudio Ranieri. Doch bereits am 31. Januar 2016 wurde er bis zum Saisonende an den AC Florenz verliehen. Dort bestritt er verletzungsbedingt keine einzige Partie. Am Ende der Premier-League-Saison 2015/16 wurde Leicester sensationell englischer Meister. Da Benalouane nur in vier Ligaspielen für Leicester eingesetzt wurde, erhielt er am Ende der Saison keine Siegermedaille, für die der Einsatz in mindestens fünf Ligaspielen erforderlich gewesen wäre.
Um mehr Einsatzzeiten zu bekommen, unterschrieb Benalouane im Januar 2019 einen Vertrag mit 18-monatiger Laufzeit bei Nottingham Forest. Nachdem sein Vertrag mit Forest im gegenseitigen Einvernehmen aufgelöst worden war, wechselte Benalouane zu Beginn der Saison 2020/21 zu Aris Saloniki. 2022 verließ er die Griechen und unterschrieb einen Vertrag über eine Spielzeit beim italienischen Drittligaaufsteiger Novara Calcio.

### Nationalmannschaft
Benalouane war aufgrund seines Geburtsortes für Frankreich und aufgrund seiner Abstammung für Tunesien spielberechtigt. Er wurde einmal in der französischen U21-Nationalmannschaft eingesetzt.
Benalouane debütierte am 23. März 2018 beim 1:0-Sieg gegen den Iran in der tunesischen Nationalmannschaft und wurde in den 23-köpfigen Kader Tunesiens für die Fußball-Weltmeisterschaft 2018 in Russland berufen. Bei der 2:5-Niederlage im zweiten Gruppenspiel gegen Belgien wurde er in der 41. Spielminute beim Stand von 1:2 für den verletzten Syam Ben Youssef eingewechselt. Die Mannschaft beendete das Turnier auf dem dritten Platz in der Gruppe G und schied aus.